# Hiroyuki Morita
Hiroyuki Morita (森田 宏幸, Morita Hiroyuki), né le 26 juin 1964 dans la préfecture de Fukuoka (Japon), est un réalisateur et animateur clé de films d'animation japonais.

## Biographie
Hiroyuki Morita commence sa carrière au cinéma en tant qu'intervalliste sur le film Akira de Katsuhiro Otomo en 1988. Il rejoint le Studio Ghibli l'année suivante et travaille aux côtés de Hayao Miyazaki sur le film Kiki la petite sorcière. Puis il quitte un moment le studio, et travaille sur d'autres films et séries, notamment sur Perfect Blue de Satoshi Kon (1997).
Revenu au Studio Ghibli, il effectue une prestation remarquée sur le film Mes voisins les Yamada d'Isao Takahata (1999). Il réalise peu de temps après son premier film : Le Royaume des chats (2002), qui sortira le 30 juillet 2003 sur les écrans français.

## Filmographie

### En tant qu'intervalliste
- 1987-88 : Une vie nouvelle (série télévisée)
- 1988 : Akira (film)

### En tant qu'animateur clé
- 1989 : Goodbye Lady Liberty (téléfilm)
- 1989 : Kiki la petite sorcière (film)
- 1991 : Roujin Z (film)
- 1992 : Hashire Melos! (film)
- 1994-96 : JoJo's Bizarre Adventure - OAV (OAV)
- 1995 : Memories (film)
- 1996 : Famous Dog Lassie (série télévisée)
- 1996 : Kenshin le vagabond (série télévisée)
- 1997 : Perfect Blue (film)
- 1999 : Mes voisins les Yamada (film)
- 2003 : Texhnolyze (série télévisée)
- 2004 : Innocence : Ghost in the Shell 2 (film)
- 2004 : Planetes (série télévisée)
- 2004 : Paranoia Agent (série télévisée)
- 2006 : Les Contes de Terremer (film)
- 2007 : Dennō coil (série télévisée)
- 2010 : Doraemon the Legend 2010 (film)
- 2011 : Doraemon Shin Nobita to Tetsujin Heidan (film)

### En tant que storyboarder
- 1995-96 : Golden Boy (OAV, ep. 3, directeur d'épisode 3)
- 1998-99 : Ah! My Goddess (série télévisée, ep. 13)
- 1999 : Tenchi Muyo! - le film 2 (film)
- 2004 : Koi kaze (série télévisée, ep. 11)
- 2004 : Mujin wakusei Survive (série télévisée, ep. 40, 46)
- 2004-2005 : Monster (série télévisée, ep. 18, 36, 61)
- 2006 : Noein (série télévisée, ep. 21)
- 2006 : Witchblade (série télévisée, ep. 10, 14, 24)
- 2008 : Himitsu – Top Secret (série télévisée, ep. 4, 9, 14, 21, 25)
- 2009 : Black Butler (série télévisée, ep. 17)
- 2009 : Tetsuwan Birdy (série télévisée, ep. 20)
- 2009 : Valkyria Chronicles (série télévisée, ep. 3, 7, 13, 18, 22)
- 2009 : Umineko no naku koro ni (série télévisée, ep. 14, 23)
- 2010 : Transformers: Animated (série télévisée, ep. 34, 35, 39, 40)
- 2011 : Ano hi mita hana no namae o bokutachi wa mada shiranai (série télévisée, ep. 3)
- 2011 : Un drôle de père (série télévisée, ep. 3)
- 2011 : Working!! S2 (série télévisée, ep. 11)
- 2012 : Secret Service (série télévisée, ep. 6)

### En tant que réalisateur
- 2002 : Le Royaume des chats (film)
- 2007 : Bokurano, notre enjeu (série télévisée) - Réalisateur, storyboard (ep. 1, 24)